# Campionato mondiale di hockey su ghiaccio femminile Under-18 2011
Il 4º Campionato mondiale di hockey su ghiaccio femminile U-18 è stato assegnato dall'International Ice Hockey Federation alla Svezia, che lo ha ospitato nella capitale Stoccolma nella settimana tra il 1º e l'8 gennaio 2011. Tutte le partite si sono disputate a Stoccolma ma in due diverse piste, la Husby Ishall e la Stora Mossen. Nella finale gli Stati Uniti si sono aggiudicati per la terza volta il titolo sconfiggendo le campionesse uscenti del Canada con il punteggio di 5-2. Al terzo posto invece è giunta la Finlandia, che ha avuto la meglio sulla Rep. Ceca per 3-0. La squadra di casa, la Svezia, è giunta al quinto posto.

## Campionato di gruppo A

### Partecipanti
Al torneo prendono parte 8 squadre:
| 5 dall'Europa     | Finlandia | Germania    |
| 5 dall'Europa     | Rep. Ceca | Svezia      |
| 5 dall'Europa     | Svizzera  |             |
| 2 dal Nordamerica | Canada    | Stati Uniti |
| 1 dall'Asia       | Giappone  |             |

### Gironi preliminari
Le otto squadre partecipanti sono state divise in due gironi da 4 cinque squadre ciascuno: le compagini che si classificano al primo posto nel rispettivo girone si qualificano direttamente alle semifinali. La seconda e la terza classifica di ciascun raggruppamento disputano invece i quarti di finale. L'ultima classificata di ogni raggruppamento infine disputa uno spareggio al meglio delle tre gare in cui la perdente viene retrocessa in Prima Divisione.

#### Girone A
| Stoccolma 1º gennaio 2011, ore 15:00 UTC+1 | Canada | 9 – 1 (2-0; 3-1; 4-0) referto | Svizzera | Husby Ishall (122 spett.) |

| Stoccolma 1º gennaio 2011, ore 18:30 UTC+1 | Germania | 1 – 0 (0-0; 1-0; 0-0) referto | Finlandia | Husby Ishall (61 spett.) |

| Stoccolma 2 gennaio 2011, ore 15:00 UTC+1 | Germania | 4 – 2 (3-0; 0-0; 1-2) referto | Svizzera | Husby Ishall (104 spett.) |

| Stoccolma 2 gennaio 2011, ore 18:30 UTC+1 | Finlandia | 0 – 6 (0-2; 0-2; 0-2) referto | Canada | Husby Ishall (166 spett.) |

| Stoccolma 4 gennaio 2011, ore 15:00 UTC+1 | Svizzera | 1 – 4 (1-2; 0-0; 0-2) referto | Finlandia | Husby Ishall (93 spett.) |

| Stoccolma 4 gennaio 2011, ore 18:30 UTC+1 | Canada | 8 – 0 (1-0; 4-0; 3-0) referto | Germania | Husby Ishall (117 spett.) |

| Pos. |           | PG | V | VOT | POT | P | GF | GS | DR  | Pt | Accede a         |
| 1.   | Canada    | 3  | 3 | 0   | 0   | 0 | 23 | 2  | +21 | 9  | Semifinali       |
| 2.   | Germania  | 3  | 2 | 0   | 0   | 1 | 6  | 10 | -4  | 6  | Quarti di finale |
| 3.   | Finlandia | 3  | 1 | 0   | 0   | 2 | 4  | 8  | -4  | 3  | Quarti di finale |
| 4.   | Svizzera  | 3  | 0 | 0   | 0   | 3 | 4  | 17 | -13 | 0  | Spareggio        |

#### Girone B
| Stoccolma 1º gennaio 2011, ore 16:00 UTC+1 | Stati Uniti | 11 – 0 (2-0; 5-0; 4-0) referto | Rep. Ceca | Stora Mossen (158 spett.) |

| Stoccolma 1º gennaio 2011, ore 19:30 UTC+1 | Svezia | 2 – 1 (1-1; 1-0; 0-0) referto | Giappone | Stora Mossen (207 spett.) |

| Stoccolma 2 gennaio 2011, ore 16:00 UTC+1 | Giappone | 1 – 7 (1-2; 0-2; 0-3) referto | Stati Uniti | Stora Mossen (114 spett.) |

| Stoccolma 2 gennaio 2011, ore 19:30 UTC+1 | Svezia | 3 – 2 (1-1; 1-1; 1-0) referto | Rep. Ceca | Stora Mossen (227 spett.) |

| Stoccolma 4 gennaio 2011, ore 16:00 UTC+1 | Rep. Ceca | 4 – 1 (1-1; 2-0; 1-0) referto | Giappone | Stora Mossen (53 spett.) |

| Stoccolma 4 gennaio 2011, ore 19:30 UTC+1 | Stati Uniti | 10 – 0 (4-0; 3-0; 3-0) referto | Svezia | Stora Mossen (403 spett.) |

| Pos. |             | PG | V | VOT | POT | P | GF | GS | DR  | Pt | Accede a         |
| 1.   | Stati Uniti | 3  | 3 | 0   | 0   | 0 | 28 | 1  | +27 | 9  | Semifinali       |
| 2.   | Svezia      | 3  | 2 | 0   | 0   | 1 | 5  | 13 | -8  | 6  | Quarti di finale |
| 3.   | Rep. Ceca   | 3  | 1 | 0   | 0   | 2 | 6  | 15 | -9  | 3  | Quarti di finale |
| 4.   | Giappone    | 3  | 0 | 0   | 0   | 3 | 3  | 13 | -10 | 0  | Spareggio        |

### Spareggio per non retrocedere
Le ultime due classificate di ogni raggruppamento si sfidano al meglio delle tre gare. La perdente dello spareggio viene retrocessa in Prima Divisione.
| Stoccolma 5 gennaio 2011, ore 12:00 UTC+1 | Svizzera | 4 – 0 (0-0; 2-0; 2-0) referto | Giappone | Husby Ishall (67 spett.) |

| Stoccolma 7 gennaio 2011, ore 17:30 UTC+1 | Giappone | 5 – 1 (0-1; 3-0; 2-0) referto | Svizzera | Husby Ishall (68 spett.) |

| Stoccolma 8 gennaio 2011, ore 12:00 UTC+1 | Svizzera | 5 – 1 (1-0; 3-1; 1-0) referto | Giappone | Husby Ishall (58 spett.) |

### Fase ad eliminazione diretta
|  | Quarti di finale | Quarti di finale | Quarti di finale |  |  | Semifinali | Semifinali  | Semifinali |  |  | Finali          | Finali          | Finali          |
|  |                  |                  |                  |  |  |            |             |            |  |  |                 |                 |                 |
|  |                  |                  |                  |  |  | B1         | Stati Uniti | 14         |  |  |                 |                 |                 |
|  | A2               | Germania         | 1                |  |  | B3         | Rep. Ceca   | 1          |  |  |                 |                 |                 |
|  | B3               | Rep. Ceca        | 3                |  |  |            |             |            |  |  | B1              | Stati Uniti     | 5               |
|  |                  |                  |                  |  |  |            |             |            |  |  | A1              | Canada          | 2               |
|  |                  |                  |                  |  |  | A1         | Canada      | 6          |  |  |                 |                 |                 |
|  | B2               | Svezia           | 2                |  |  | A3         | Finlandia   | 1          |  |  | Finale 3° posto | Finale 3° posto | Finale 3° posto |
|  | A3               | Finlandia        | 3                |  |  |            |             |            |  |  | B3              | Rep. Ceca       | 0               |
|  |                  |                  |                  |  |  |            |             |            |  |  | A3              | Finlandia       | 3               |

#### Quarti di finale
| Stoccolma 5 gennaio 2011, ore 15:30 UTC+1 | Germania | 1 – 3 (0-0; 0-1; 1-2) referto | Rep. Ceca | Stora Mossen (81 spett.) |

| Stoccolma 5 gennaio 2011, ore 19:00 UTC+1 | Svezia | 2 – 3 (d.t.s.) (0-0; 1-2; 1-0) referto | Finlandia | Stora Mossen (202 spett.) |

#### Semifinali
| Stoccolma 7 gennaio 2011, ore 15:30 UTC+1 | Canada | 6 – 1 (2-0; 3-0; 1-1) referto | Finlandia | Stora Mossen (157 spett.) |

| Stoccolma 7 gennaio 2011, ore 19:00 UTC+1 | Stati Uniti | 14 – 1 (2-1; 5-0; 7-0) referto | Rep. Ceca | Stora Mossen (152 spett.) |

#### Finale per il 5º posto
| Stoccolma 7 gennaio 2011, ore 12:00 UTC+1 | Germania | 0 – 2 (0-2; 0-0; 0-0) referto | Svezia | Stora Mossen (147 spett.) |

#### Finale per il 3º posto
| Stoccolma 8 gennaio 2011, ore 15:30 UTC+1 | Rep. Ceca | 0 – 3 (0-1; 0-2; 0-0) referto | Finlandia | Stora Mossen (180 spett.) |

#### Finale
| Stoccolma 8 gennaio 2011, ore 19:00 UTC+1 | Stati Uniti | 5 – 2 (2-0; 2-2; 1-0) referto | Canada | Stora Mossen (436 spett.) |

### Classifica marcatrici
| Giocatrice          | PG | G | A | Pt | +/- | MP |
| ------------------- | -- | - | - | -- | --- | -- |
| Alexandra Carpenter | 5  | 6 | 4 | 10 | +4  | 0  |
| Hannah Brandt       | 5  | 5 | 5 | 10 | +11 | 2  |
| Amanda Pelkey       | 5  | 4 | 6 | 10 | +9  | 2  |
| Emily Field         | 5  | 4 | 8 | 9  | +8  | 0  |
| Nicole Kosta        | 5  | 5 | 3 | 8  | +5  | 6  |
| Haley Skarupa       | 5  | 3 | 5 | 8  | +5  | 0  |
| Meghan Dufault      | 5  | 2 | 6 | 8  | +6  | 2  |
| Layla Marvin        | 5  | 6 | 1 | 7  | +9  | 2  |
| Laura Stacey        | 5  | 3 | 4 | 7  | +1  | 2  |
| Phoebe Stänz        | 6  | 3 | 4 | 7  | -4  | 14 |

### Classifica portieri
| Giocatrice         | Min    | TC  | GS | SO | MGS  | Sv%   |
| ------------------ | ------ | --- | -- | -- | ---- | ----- |
| Amanda Makela      | 120:00 | 37  | 2  | 0  | 1.00 | 94.59 |
| Nadja Gruber       | 239:27 | 124 | 7  | 1  | 1.75 | 94.35 |
| Tamara Klossner    | 237:34 | 114 | 8  | 1  | 2.02 | 92.98 |
| Isabella Portnoj   | 341:46 | 209 | 15 | 1  | 2.63 | 92.82 |
| Veronika Hladikova | 270:31 | 166 | 14 | 0  | 3.11 | 91.57 |

### Classifica finale
| Pos | Squadra     |
| --- | ----------- |
| 1   | Stati Uniti |
| 2   | Canada      |
| 3   | Finlandia   |
| 4   | Rep. Ceca   |
| 5   | Svezia      |
| 6   | Germania    |
| 7   | Svizzera    |
| 8   | Giappone    |

| Promossa nel Gruppo A:         | Russia   |
| Retrocessa in Prima divisione: | Giappone |

#### Riconoscimenti
Riconoscimenti individuali
| Premio             | Giocatrice          |
| ------------------ | ------------------- |
| Miglior portiere   | Isabella Portnoj    |
| Miglior difensore  | Milica McMillen     |
| Miglior attaccante | Alexandra Carpenter |

## Prima Divisione
Il Campionato di Prima Divisione si è svolto in un unico girone all'italiana a Dmitrov, in Russia, fra il 28 marzo e il 3 aprile 2011.
| Pos. |            | PG | V | VOT | POT | P | GF | GS | DR  | Pt |
| 1.   | Russia     | 5  | 5 | 0   | 0   | 0 | 44 | 2  | +42 | 15 |
| 2.   | Slovacchia | 5  | 4 | 0   | 0   | 1 | 19 | 11 | +8  | 15 |
| 3.   | Austria    | 5  | 3 | 0   | 0   | 2 | 19 | 14 | +5  | 9  |
| 4.   | Norvegia   | 5  | 2 | 0   | 0   | 3 | 16 | 11 | +5  | 6  |
| 5.   | Francia    | 5  | 1 | 0   | 0   | 4 | 5  | 25 | -20 | 3  |
| 6.   | Kazakistan | 5  | 0 | 0   | 0   | 5 | 8  | 48 | -40 | 0  |

| Promossa nel Gruppo A:   | Russia   |
| Retrocessa dal Gruppo A: | Giappone |